# ウィリアム・グランヴィル (第3代バース伯爵)
第3代バース伯爵ウィリアム・ヘンリー・グランヴィル（英語: William Henry Granville, 3rd Earl of Bath、1692年1月30日 – 1711年5月17日）は、イングランド王国の貴族。1701年8月から9月にかけてランズダウン子爵の儀礼称号を使用した。

## 生涯
第2代バース伯爵チャールズ・グランヴィルと2人目の妻イサベラ・デ・ナッソー・ドーヴァーカーク（Isabella de Nassau d'Auverquerque、ヘンドリック・ファン・ナッサウ＝アウウェルケルクの長女）の一人息子として、1692年1月30日に生まれた。
1701年9月4日に父が死去すると、バース伯爵の爵位を継承したが、自身もホワイトホールで天然痘により1711年5月17日に病死、1711年5月24日に埋葬された。後継者はおらず、バース伯爵の爵位は断絶した。